# Оськино (Тверская область)
Оськино — деревня в Торопецком районе Тверской области. Входит в состав Кудрявцевского сельского поселения.

## Этимология
Предположительно, название деревни происходит от слова Оська, что является вариацией имени Иосиф.

## История
На карте РККА 1923—1941 годов обозначена деревня Оськино. Имела 4 двора.

## География
Деревня расположена в западной части района. Находится в 9 километрах к северо-востоку от села Озерец и в 43 километрах к северо-западу от города Торопец. Ближайшие населённые пункты — деревни Метлино и Выдры.
В деревне 17 домов.
Климат
Деревня, как и весь район, относится к умеренному поясу северного полушария и находится в области переходного климата от океанического к материковому. Лето с температурным режимом +15…+20 °С (днём +20…+25 °С), зима умеренно-морозная −10…−15 °С; при вторжении арктических воздушных масс до −30…-40 °С.
Среднегодовая скорость ветра 3,5—4,2 метра в секунду.

## Население
| 2010 |
| ---- |
| 7    |

В 2002 году население деревни составлял 31 человек.
Национальный состав
Согласно результатам переписи 2002 года, в национальной структуре населения русские составляли 100 % от жителей.